# Batalla de Santa Cruz de Tenerife (1706)
El ataque a Santa Cruz de Tenerife del 6 de noviembre de 1706 fue un conflicto menor enmarcado en el contexto de la Guerra de Sucesión Española que siguió a la muerte sin descendencia de Carlos II.
Al mando de 13 navíos, el contraalmirante de la armada inglesa John Jennings, tras un primer intento de desembarco que fue rechazado por la artillería española, conminó a las autoridades de la isla a sumarse al bando austracista partidario del pretendiente Carlos VI bajo amenaza de tomar militarmente la ciudad.
El corregidor José de Ayala y Rojas, encargado de la defensa española durante la ausencia del gobernador Agustín de Robles, se negó, confirmando la fidelidad de las islas al rey Felipe V, tras lo cual la flota inglesa se retiró de su posición frente al puerto al día siguiente.